# Arkitektur i Slovenien
Sloveniens arkitektur är resultatet av landets geografiska och kulturella position samt dess historiska utveckling. De geografiska förutsättningarna, med varierande landskap som Alperna, Pannoniska slätten, Medelhavsområdet och Dinariderna, har haft stor påverkan på byggnadsmaterial och konstruktion. I skogrika områden används trä flitigt, medan sten dominerar i de stenrika regionerna nära Medelhavet. Klimatet har också spelat en viktig roll, exempelvis har den starka boravinden längs kusten lett till robusta stenhus med speciella takkonstruktioner och skyddande innergårdar.
Historiskt har Sloveniens arkitektur präglats av olika influenser. Byggtraditioner har ärvts från både de latiniserade befolkningarna och de bayerska nybyggarna. Under feodaltiden och senare perioder har politiska makter som Republiken Venedig och Habsburgska riket påverkat byggnadstekniker och stilar. I den pannoniska delen av landet har slättlandets kultur satt sin prägel, med murade hus och gårdar som omsluter gårdsplaner.
Ekonomiska och funktionella behov har också format arkitekturen. Jordbruk och biodling har lett till byggnader med specifika funktioner, som bikupehus och hölador. Husens placering och utformning har ofta optimerats för att möta praktiska krav, exempelvis genom att skydda mot brand eller utnyttja små ytor effektivt.
Den kulturella mångfalden i Slovenien har bidragit till en blandning av arkitektoniska stilar. Landets position vid korsningen mellan germanska, slaviska och latinska kulturer har gett upphov till en unik sammansättning. Venetianskt och friuliskt inflytande är särskilt tydligt i kustregionerna, medan den alpina arkitekturen bär spår av germanska traditioner. Samtidigt har lokala traditioner och innovationer haft en framträdande roll. Exempel på detta är "čebelnjak", bikupehus som är anpassade för biodling, och "klopotci", mekaniska fågelskrämmor.
Sammanfattningsvis har Sloveniens arkitektur formats av en dynamisk växelverkan mellan natur, kultur och historia. Detta har resulterat i en byggnadstradition som både speglar landets lokala särdrag och dess plats i en bredare europeisk kontext.

## Historia
Slovenien ligger i korsvägen för de germanska, slaviska och latinska kulturerna. Därför uppfattar slovenerna ofta sitt land som ”landet Mittemellan”.
När de slaviskspråkiga förfäderna som gett slovenerna deras språk anlände till Alperna, Pannonien och Istrien, bosatte de sig inte i tomt land, utan i en region med en befolkningskontinuitet sedan forntiden. Assimileringen av resterna av den äldre, till stor del latiniserade, befolkningen från Antiken och av bayerska nybyggare som anlände till regionen under medeltidens lopp, skapade förutsättningar för den etnogenes som formade slovenerna och den slovenska folkkulturen. Republiken Venedig ökade också sitt inflytande i regionen från och med 1000-talet och venetianska patricier och ämbetsmän bosatte sig i städerna, främst längs kusten, vilket skapade ytterligare en kanal för kulturella interaktioner. Folkkulturen i Slovenien är diversifierad, präglad av de geografiska förutsättningarna (Alperna, Medelhavet, Dinariderna och Pannoniska slätten). Närmast besläktad är den slovenska kulturen med den österrikiska och i kustlandet med den friuliska och venetianska.
I det gammalslovenska samhället var bönderna fria och organiserade i bysamhällen med byting, där konsensus- eller majoritetsbeslut fattades under demokratiska former. Bytingen var underordnade regionala ting som fungerade som domstolar vid större tvister. Då frankerna tog makten över slovenska områden på 700-talet, kom slovenernas politiska och självständiga ställning att försvagas. En lång period av främmande styre och av feodalism började. Feodalsystem av frankiskt snitt infördes och levde vidare i Österrike som de slovenskspråkiga områdena till stor del kom att ingå i. Periodvis hårda förhållanden för bönderna ledde till upprepade bondeuppror. I de slovensketniska områden som styrdes av Republiken Venedig åtnjöt slovenerna dock full administrativ autonomi och det gamla tingssystemet levde vidare ända till 1797, när Habsburgarna även tog kontroll över venetianska Slovenien. Renässansen, reformationen och upplysningstiden formade också slovenernas medvetande. Det finns således en lång tradition av demokratiska beslutsvägar, individualism och samarbete hos slovenerna, kvalitéer som är grunden för effektiva statliga institutioner i ett modernt samhälle.
Av tradition ser slovenerna det som en allmän rättighet att röra sig fritt i skogen och nyttja dess resurser i form av bär och svamp, vilket återspeglas i det gamla slovenska ordet "gmajna" ("gemensamt land") för skog. Således finns i Slovenien en motsvarighet till allemansrätten.
Slovensk materiell kultur är knuten till geografin (makroregionen) i landet, vilken styrt förutsättningarna för utformning och placering av bosättningar, liksom behov och utformning av övriga materiella ting, kopplade till de ekonomiska aktiviteter som geografin medgav. Till stor del är slovensk materiell kultur av nordligare karaktär än man kanske förväntar sig av landets geografiska läge i Centraleuropas södra utkant. Gott om skog gör trä till ett vanligt material i den traditionella arkitekturen i den alpina och föralpina delen av landet. I kustlandet dominerar stenarkitektur av mediterran typ. Den materiella kulturen inom makroregionerna kan indelas i ytterligare grupper kopplade till delregioner. Exempelvis Peter Fister talar om åtta grupper och Igor Žiberna, Karel Natek och Darko Ogrin om fem.

## Alpin och föralpin materiell kultur
I Alperna och i föralpina områden i Slovenien dominerade halvtimrade flervåningshus av alpin typ, med helt eller delvis murade bottenvåningar av huggna stenblock. På grund av den starkt sluttande terrängen med få plana ytor var husen ofta av typen suterränghus. Runt de timrade övervåningarna på husens utsida löpte vanligen trägallerier, så kallade "ganki" (plural av "gank", ordagrant "gång"). Taket var täckt av träpaneler, eller ibland av skifferplattor.
Det centrala rummet i den enkla bondstugan var ett allrum uppvärmt av en flattoppad kakelugn, “krušna peč“, vilken vanligen öppnades från det intilliggande köket eller förstugan och som också användes som bakugn och för matlagning. Vintertid kunde folket i huset sova uppe på den flata kakelugnen för att få värme. I allrummet åt familjen vid en matsalsgrupp under husaltaret, ”bohkov kotek” (”Guds lilla hörna”). Ofta hade bostadshuset en rökstuga, "črna kuhinja" ("svart kök"), där till exempel, kött och ost röktes.
Gårdarna var oftast av så kallade "Haufenhof"- eller "Parhof"-typ, med bostadsbyggnaden separat från stall och byggnader med förråd och arbetsytor. Dock låg byggnaderna nära samlade, av praktiska skäl. Hö för boskapen och grödor för människor torkades på stora hässjor, vilka var permanenta strukturer och med tak, för att de skulle torka i det nederbördsrika klimatet. Höladan låg längst från gården, med tanke på brandrisken. I stallet fanns vanligen ett höloft med en loftgång ovan spiltorna, så att djuren kunde utfodras genom luckor i taket direkt ovan spiltorna. Biodlingen är av hävd viktig i Slovenien. Gårdarna hade ofta sitt eget bikupehus, "čebelnjak", med bikupepaneler målade med allmogemålningar. Gränserna för gårdens mark kunde markeras av en enkel trägärdsgård.

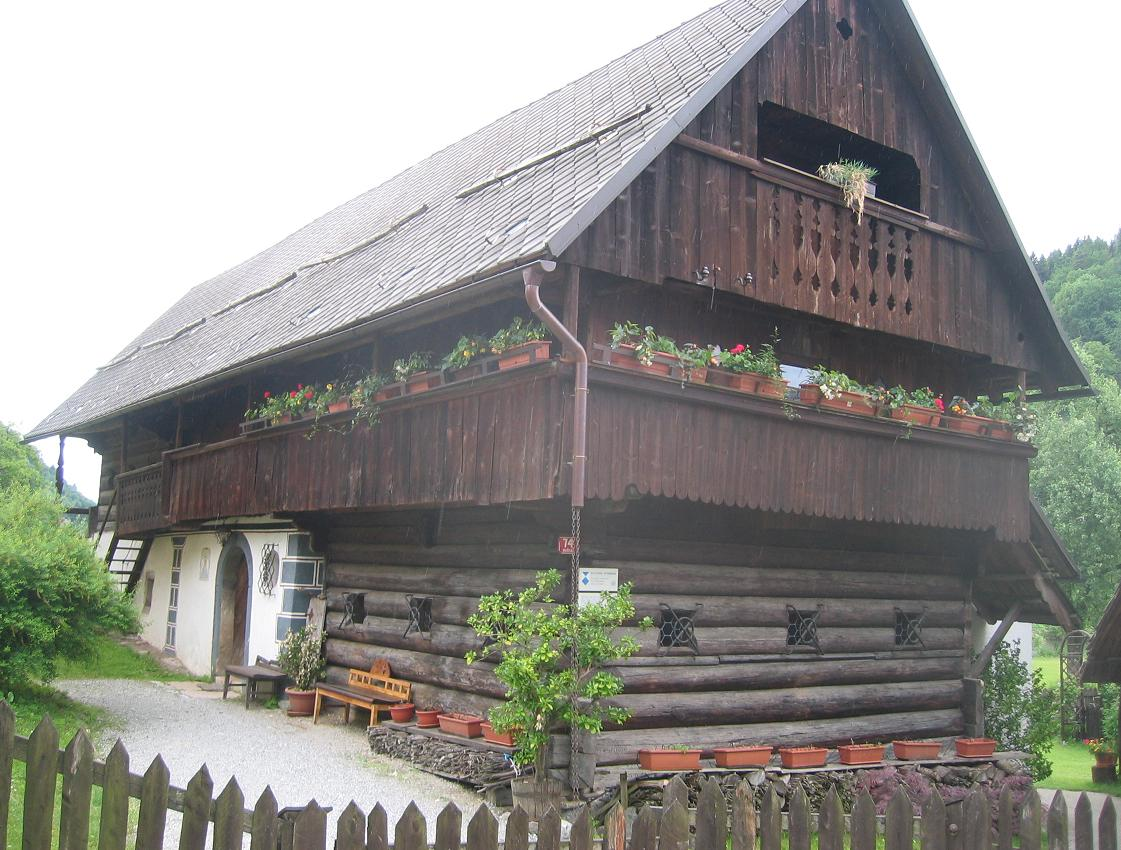
Traditionellt lanthus från 1600-talet i Puštal utanför Škofja Loka.
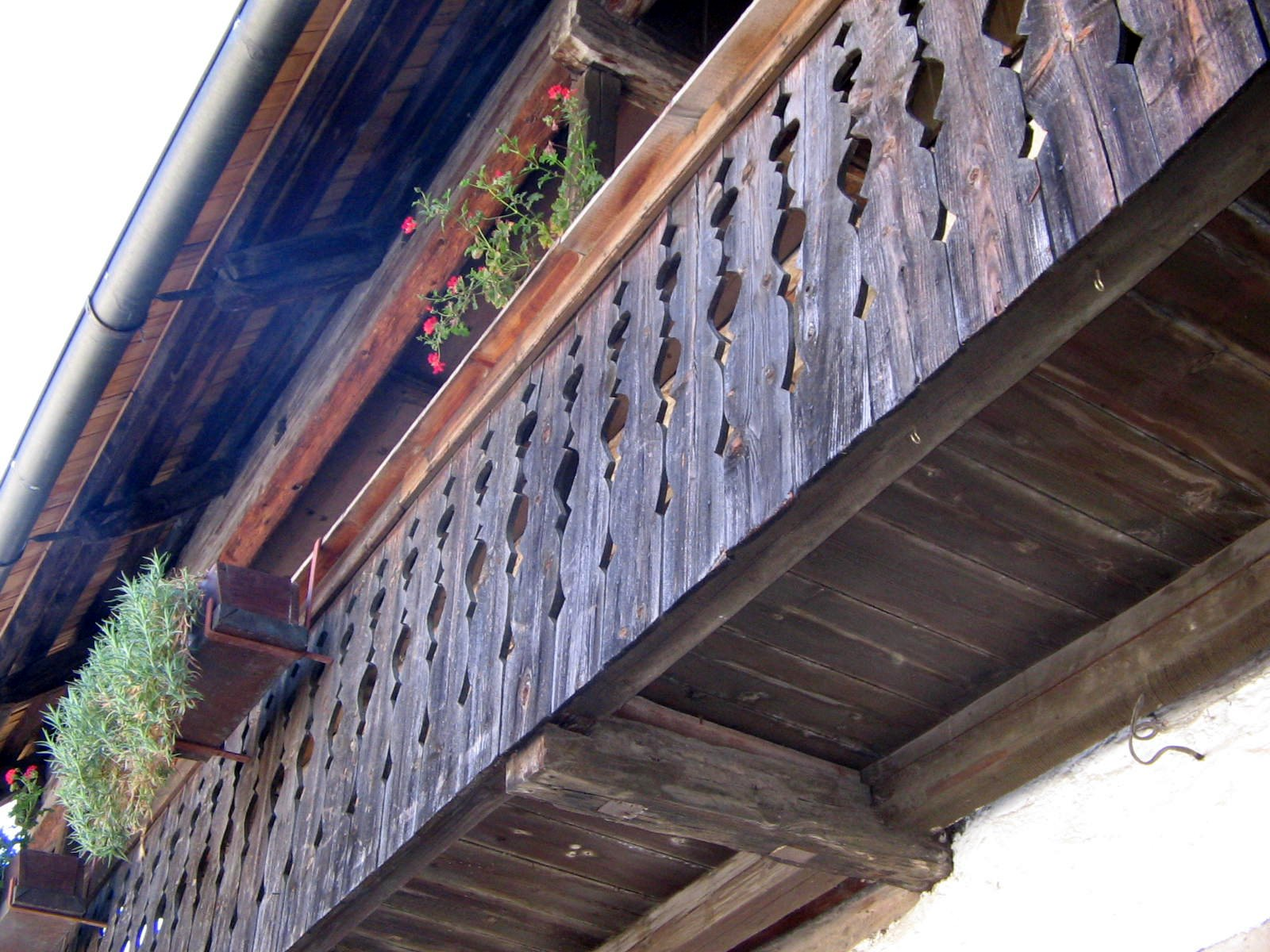
Trägalleri runt den timrade övervåningen.
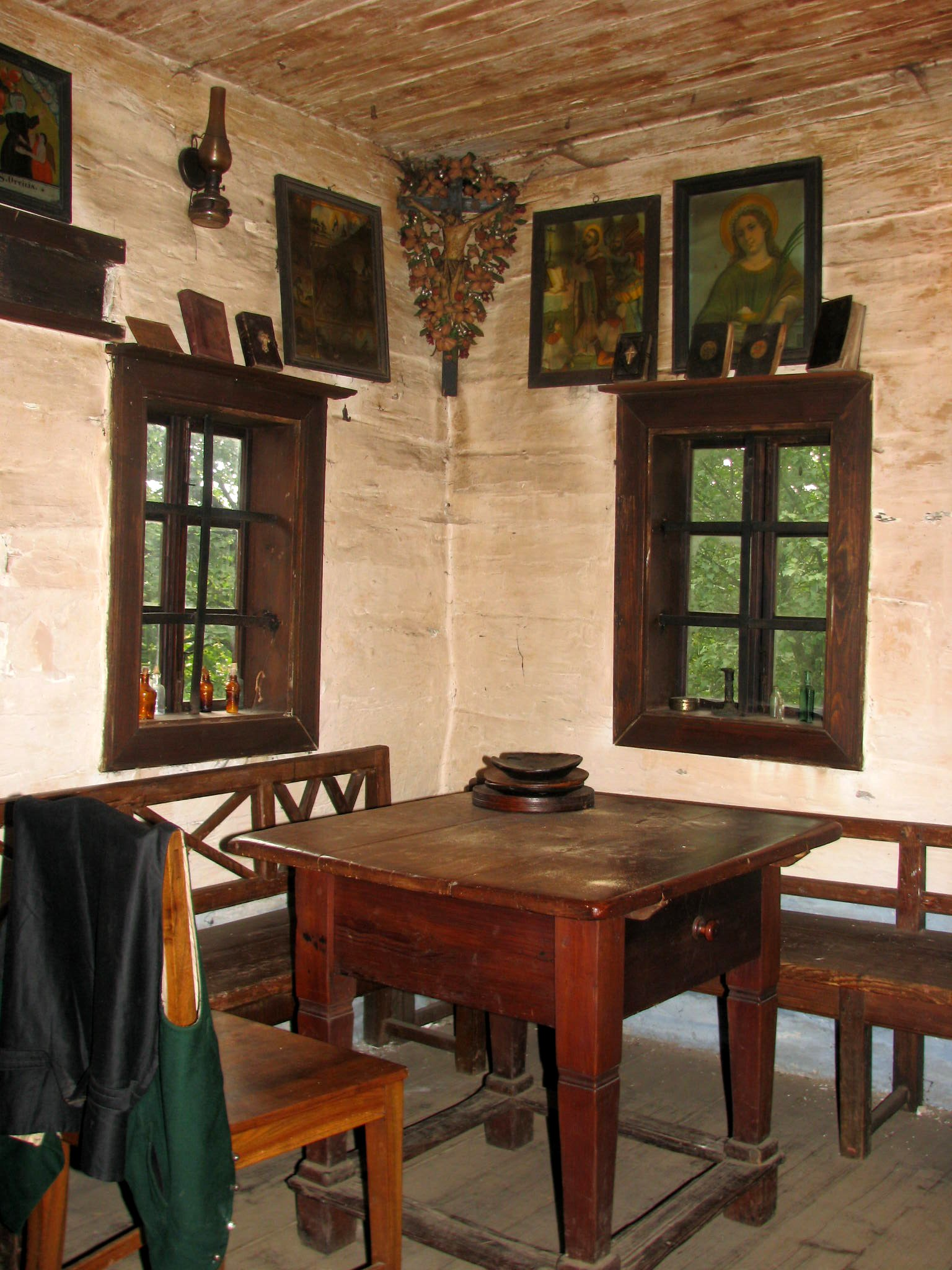
Matsalsgrupp under husaltaret.
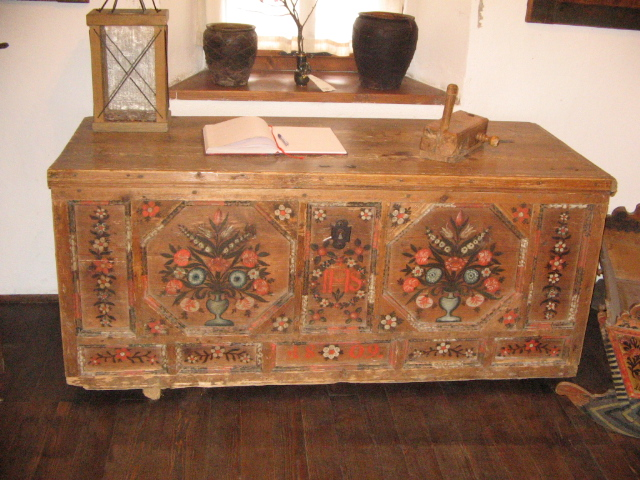
Kista med allmogemålningar. Stilen är från 17- och 1800-talen.
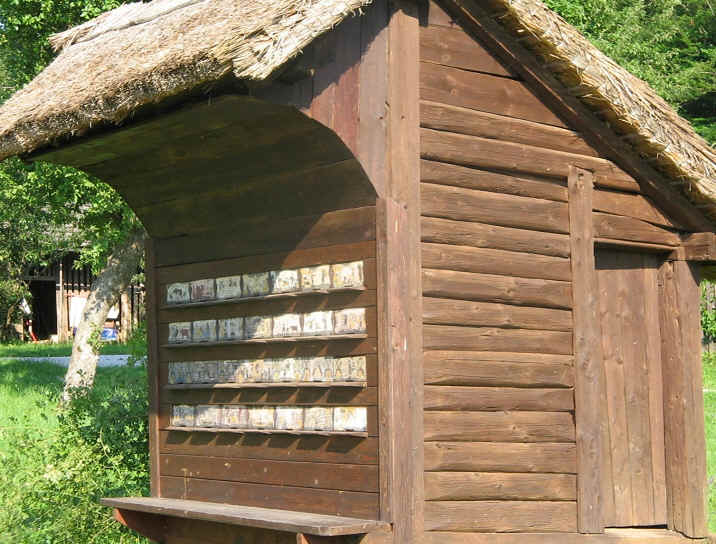
Bikupehus med bikupepaneler målade med allmogemålningar

## Pannonisk materiell kultur
Den pannoniska typen av gård var en våning hög, med timrad front och murad bakdel. På slättlandet användes bränt lertegel, ”opeka”, för husets murade del; huggna sandstensblock i Slovenske Gorice och Haloze. Taket var täckt med halm eller vass. Gården stod på en målad stengrund. Den timrade delen kalkades och målades vanligen vit eller ljust gul, medan den murade bakdelen kalkades och målades mörkbrun eller mörkröd.
Bostadsdelen i en pannonisk gård på slättlandet hängde vanligen ihop med förråds- och arbetsutrymmen och stallet, genom att de senare tre låg i en länga ansluten i rät vinkel direkt till bostaden. Därigenom bildades en gårdsplan som var omsluten på två sidor. Mer välbärgade gårdar kunde ha en tredje huslänga, så att gården omslöt gårdsplanen på tre sidor. Husen var ett rum breda. Utrymmen med olika funktioner låg normalt i följande ordning, avseende gårdens längsgående axlar från gavel till gavel: allrum uppvärmt av en flattoppad kakelugn, “krušna peč“, kök och förstuga, sovrum, förvarings- och arbetsutrymmen, stall för större djur, hölada med plats för vagnar och större redskap, vedförråd och stall för mindre djur. Framför bostadshusets gavel låg köksträdgården, lika bred som huset självt, och omsluten av ett trästaket. Dasset, så kallade ”na štrbunk” (ett lite komiskt onomatopoetiskt namn som syftar på ljudet av något som faller mjuk), låg alltid i en separat byggnad på motsatt sida av gårdsplanen, sett från bostadslängan.
I Slovenske Gorices och Halozes kuperade terräng, var gårdarna av typen suterränghus, med byggnadernas längsgående axlar vinkelrät mot sluttningen. Husgrunden, eldstaden och husets övriga murade delar byggdes med huggna sandstensblock. I planlösningen, där huslängan sköt ut från sluttningen, användes den murade bottenvåningen till mat- och vinkällare, med ingång på husets gavel, medan bostadsdelen låg längst ut i den timrade fronten på våningen ovan, med trappor som ledde upp till ingången på husets långsida. I övrigt låg olika funktionella utrymmen normalt i motsvarande ordning som i en pannonisk gård på låglandet, fast i en länga.

På vinfälten i den pannoniska delen av Slovenien står så kallade ”klopotci” (plural av  klopotec(en) (”klapprare”)). ”Klopotec” är en typ av mekanisk fågelskrämma. Ett vindrivet hjul snurrar en axel med träklubbor som slår på en resonansstock, så att en melodisk rytm uppkommer, samt ett ultraljud som skrämmer bort fåglar. Dimensionerna och kombinationerna av klubbor och resonansstock av olika träslag är avgörande för att rätt ljud skall uppkomma. Konstruktion är känd sedan åtminstone senare delen av 1600-talet, även om det finns historiker som hävdar att den funnits i Haloze sedan 1500-talet.

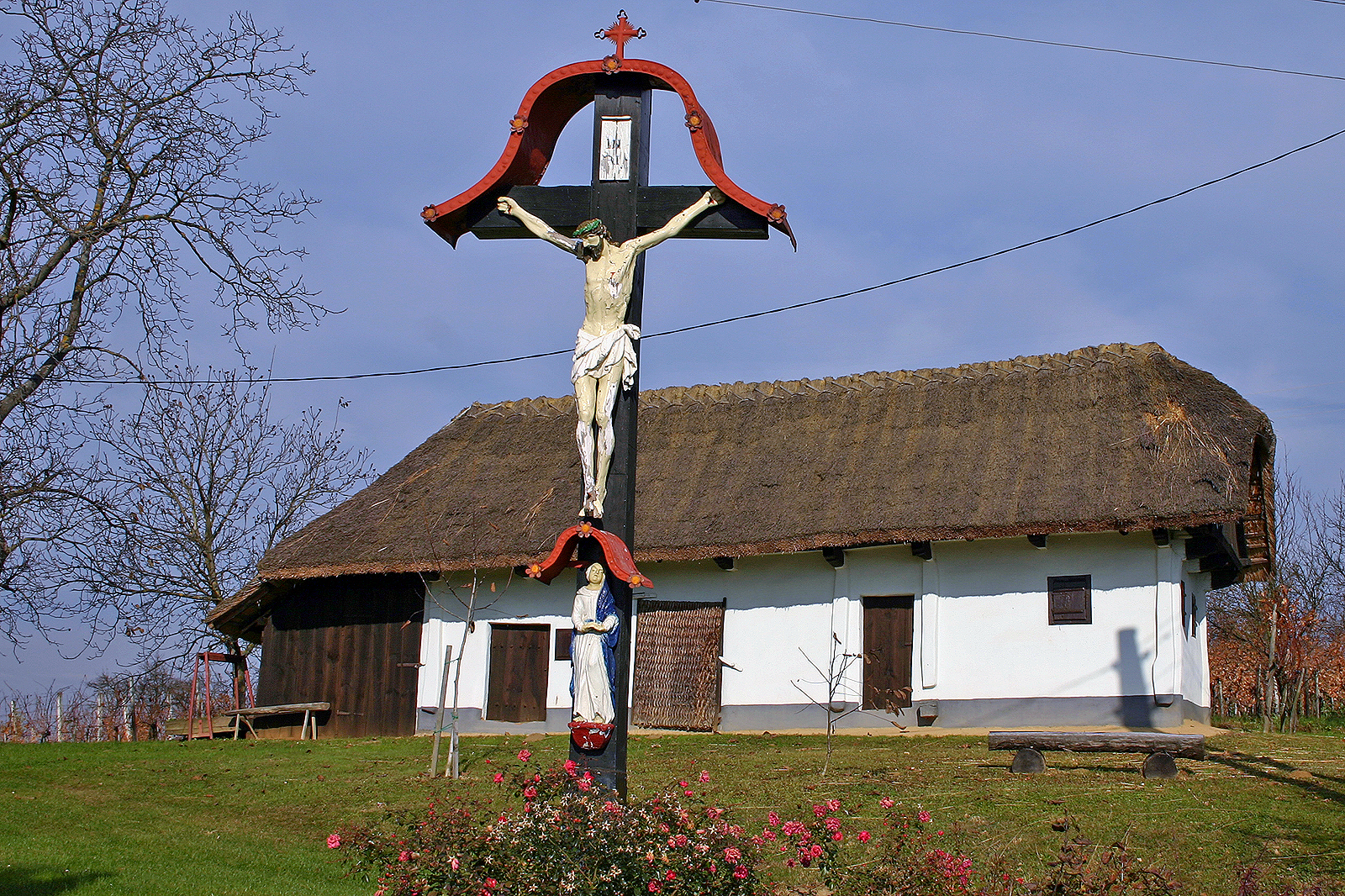
Pannonisk typ av gård.
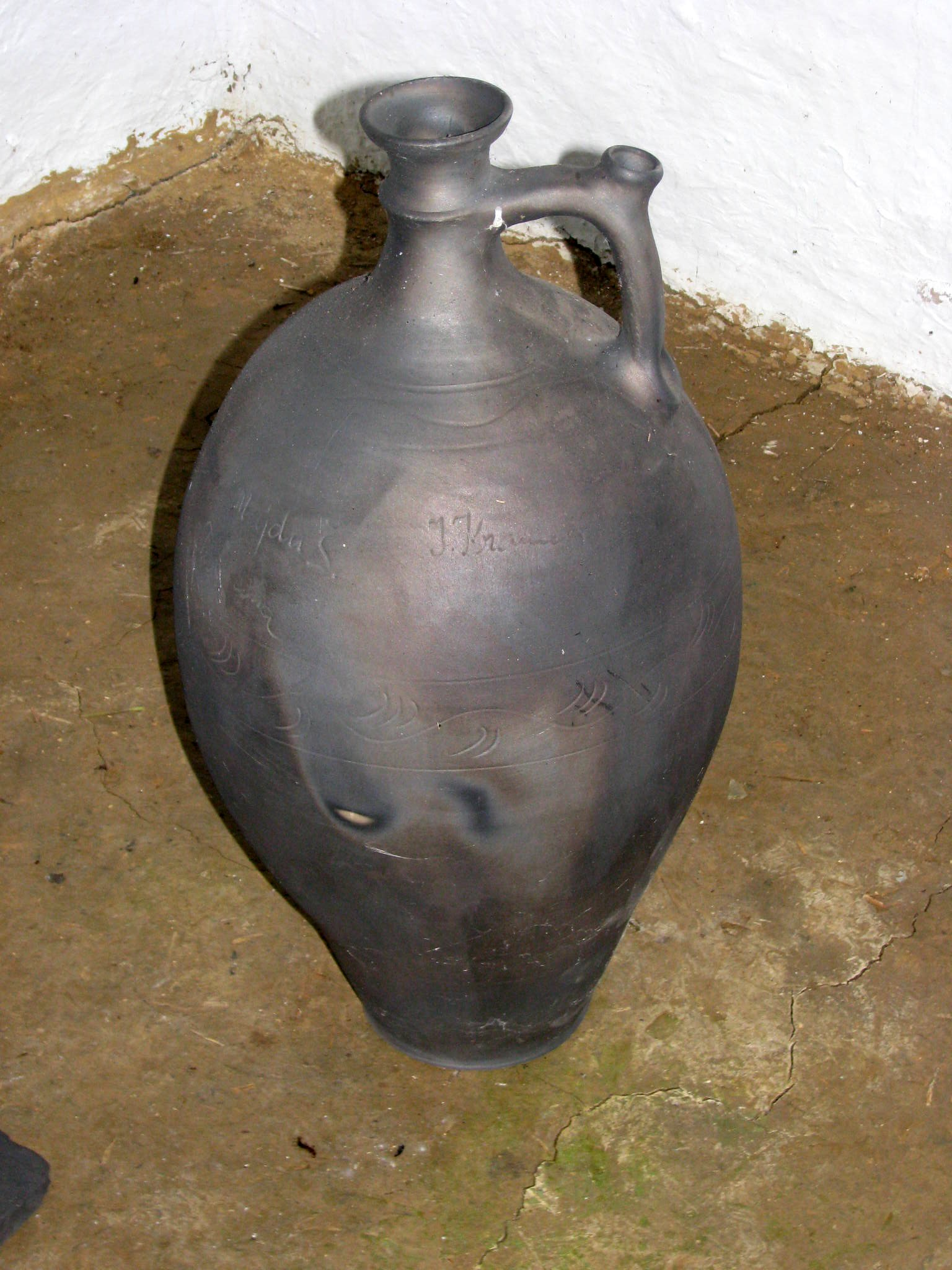
Mörkt stengods från byn Filovci.
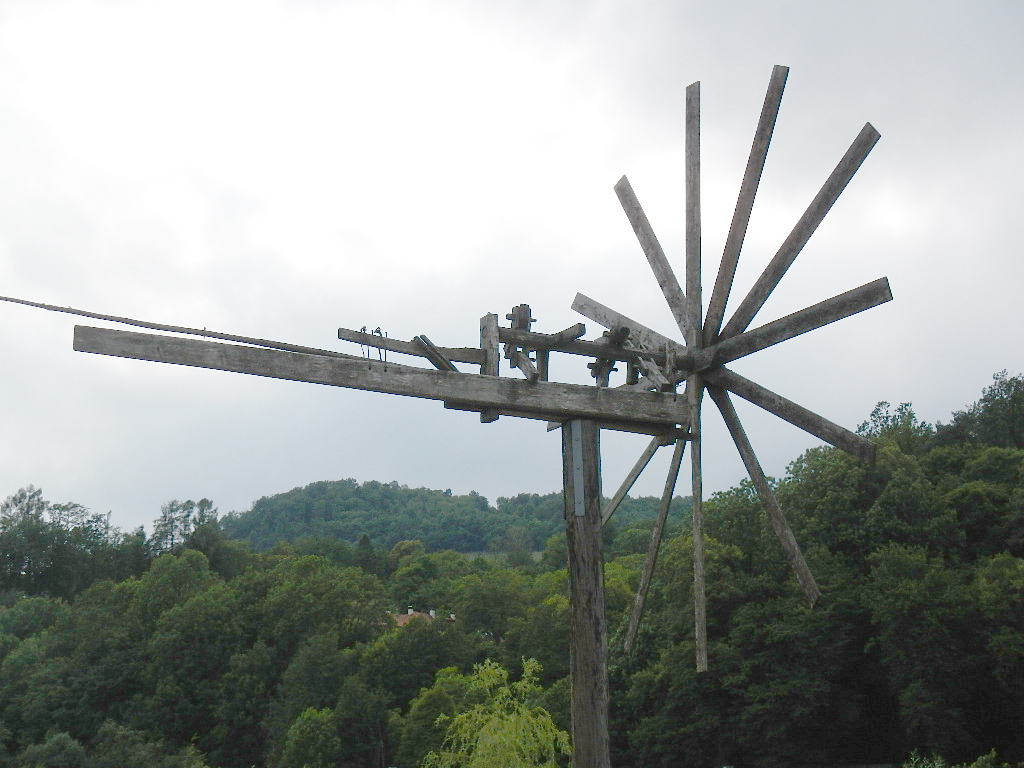
”Klopotec” är en typ av mekanisk fågelskrämma.
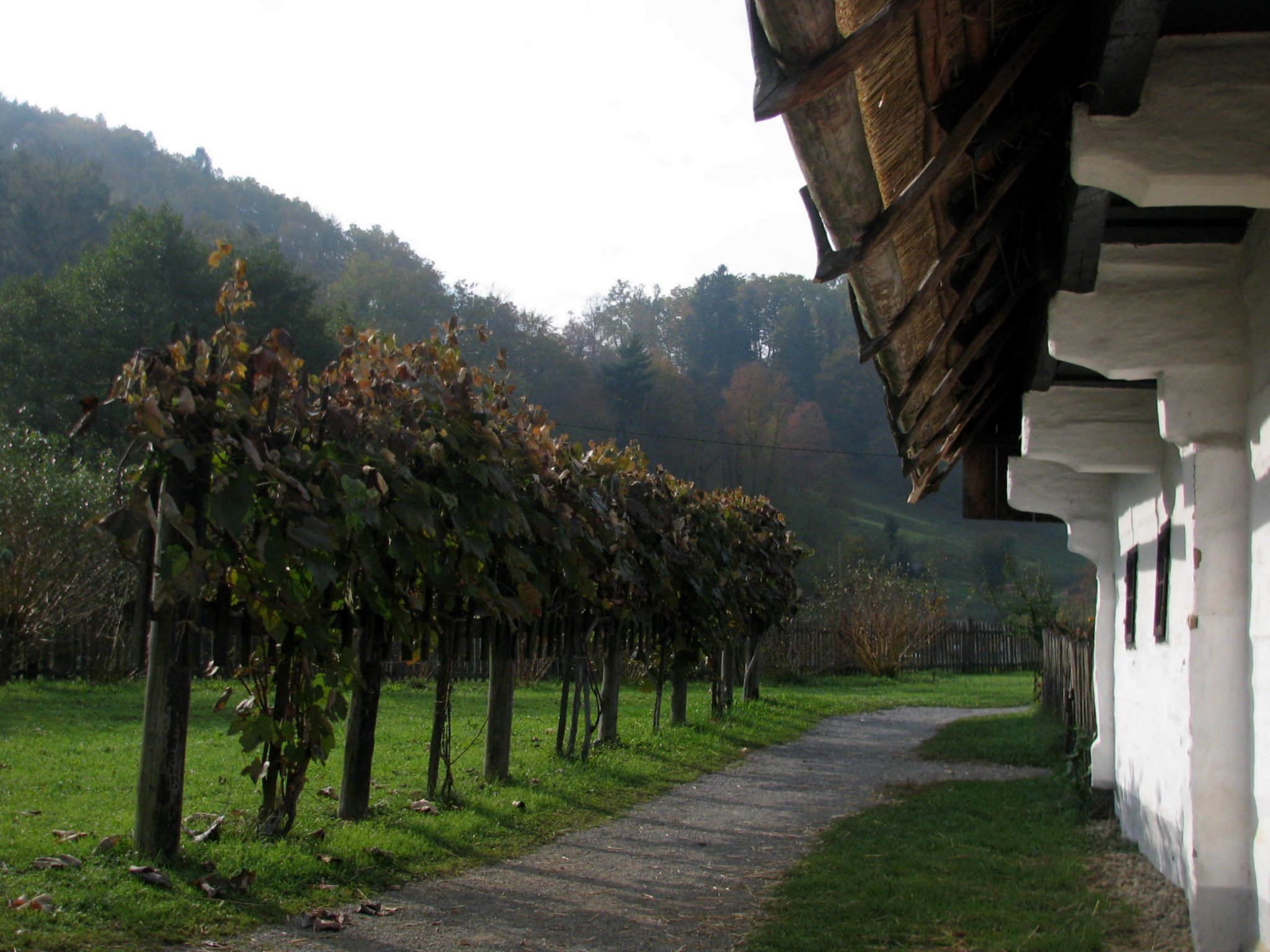
Detalj av fasad på en pannonisk gård.
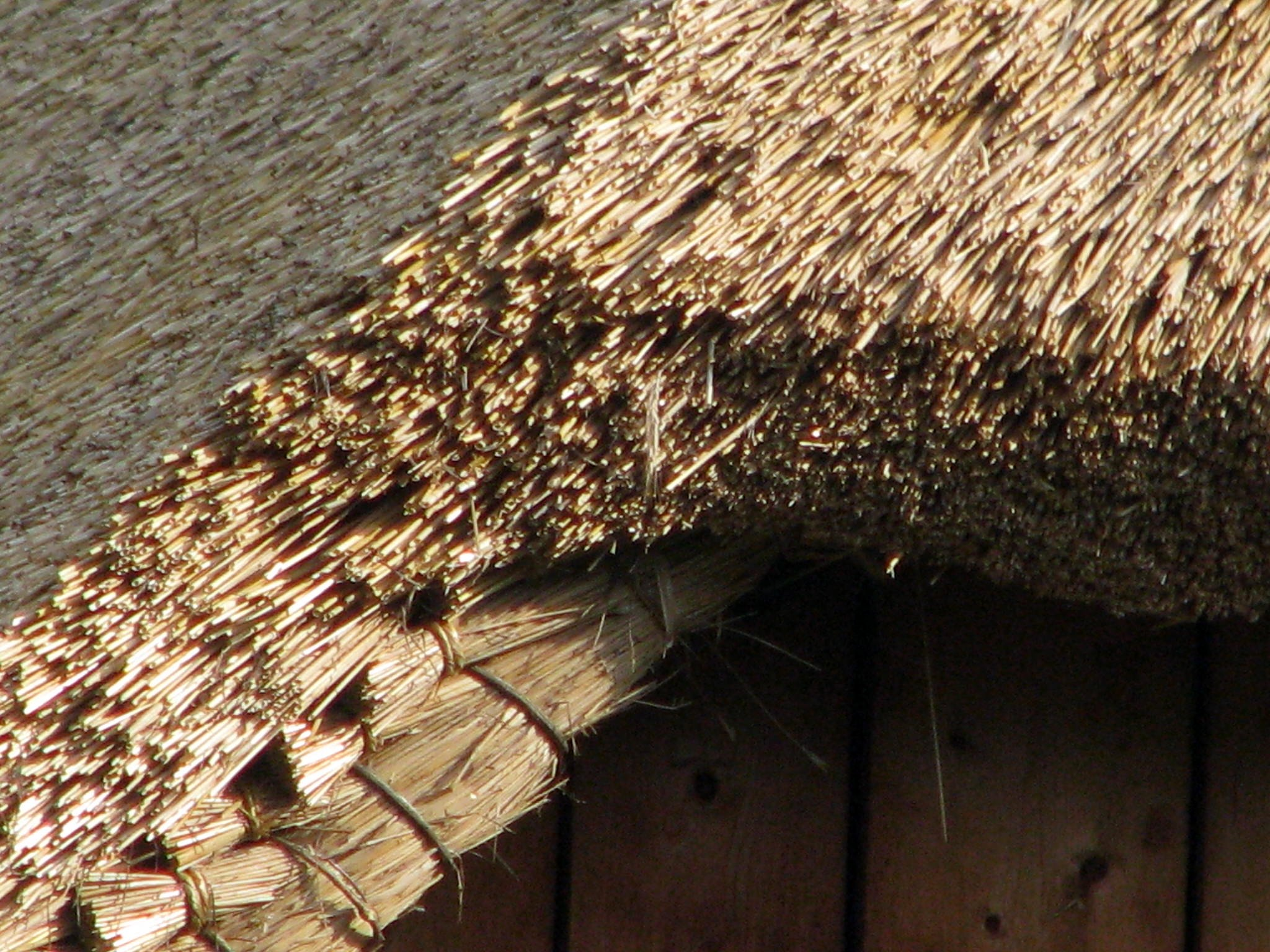
Halmtak på pannonisk gård.

## Sub-mediterran och mediterran materiell kultur
I Sloveniens mediterrana och sub-mediterrana delar dominerade rustika stenhus, en till två våningar höga. Fasaderna kunde vara vitkalkade, eller okalkade så att de i sig dekorativa kalk- eller sandstensblocken i väggarna syntes . Källaren var uthuggen direkt ur berget under husgrunden. Köken i lanthus på karstplatån, i Vipavadalen och på Goriziahöjderna låg vid ena husgaveln, i en avskiljd fönsterförsedd absid, så kallad ”spahnjenca”, med en central öppen eldstad och massiv skorsten. Planlösning gjorde att det inte blev för varmt i huset i sommarhettan. För att röken från eldstaden skall stiga, måste den vara varmare än omgivningen. En massiv skorsten av mycket stenmaterial säkerställde att den inte blev för varm. Den har både rök- och luftgångar. Den kraftiga fallvinden bora från Dinariderna blåser ofta på karstplatån och i kustlandet. Vinden leddes in genom spalter i skorstenen, kylde den i luftgångarna och skapade ett hjälpande uppåtdrag. På karstplatån och i Vipavadalen lades hustaken ofta av grovt tillhuggna kalkstensblock som är tillräckligt tunga för att stå emot boran, eller av flera lager romanska tegelpannor med murbruk mellan och nedtyngda av strategiskt placerade kalkstenblock. Vid kusten var det vanligare med enbart romanska tegelpannor på taket. Undersidan av takutsprången var försedda med träpaneler, så kallade ”planete”, ofta målade med rombiska mönster.
Byggnaderna till en gård på karstplatån var samlade runt en murinnesluten innergård, så kallade ”borjač”. En portal, så kallade ”porton”, med två trädörrar i muren ledde in till gården. I en nisch vid portalen på utsidan av muren fanns vanligen ett helgonaltare. Mot den vindskyddade innergården hade husen många fönster och längs fasaderna löpte trägallerier, så kallade ”ganki”, medan fasaderna mot utsidan hade färre fönster, eller inga alls i den dominerande vindriktningen för bora-vinden. Ytterfasaderna i den dominerande vindriktningen var ofta konvexa, för bättre stå emot vinden. Det finns en lång stenhuggartradition på karstplatån och i den lantliga arkitekturen ingår estetiska stendetaljer, såsom vackert tillhuggna dörr- och fönsterfoder, gårdsbrunnar och stuprörsrännor av kalksten. På innergården fanns vanligen en brunn, så kallade ”štirna”, med en vattencistern under gårdsplanen. På Karst, där den genomsläppliga kalksten gör att ytavrinningen är begränsad och grundvattenytan ligger djupt, fick man ta tillvara regnvattnet. Stuprör av kalksten från gårdens byggnader ledde ned i cisternen under gårdsplanen.
En del av landskapsbilden i slovenska kustlandet och på Karst är de kallmurade stengärdsgårdarna och små kallmurade stenhus, så kallade ”hiške” (plural och diminutiv för det slovenska ordet ”hiša” (”hus”)) (motsvarar kažun som finns i kroatiska Istrien). En ”hiška” (singular) användes som temporärt vind- och regnskydd för herdar och kreatur, eller kunde också fungera som redskapsbod.

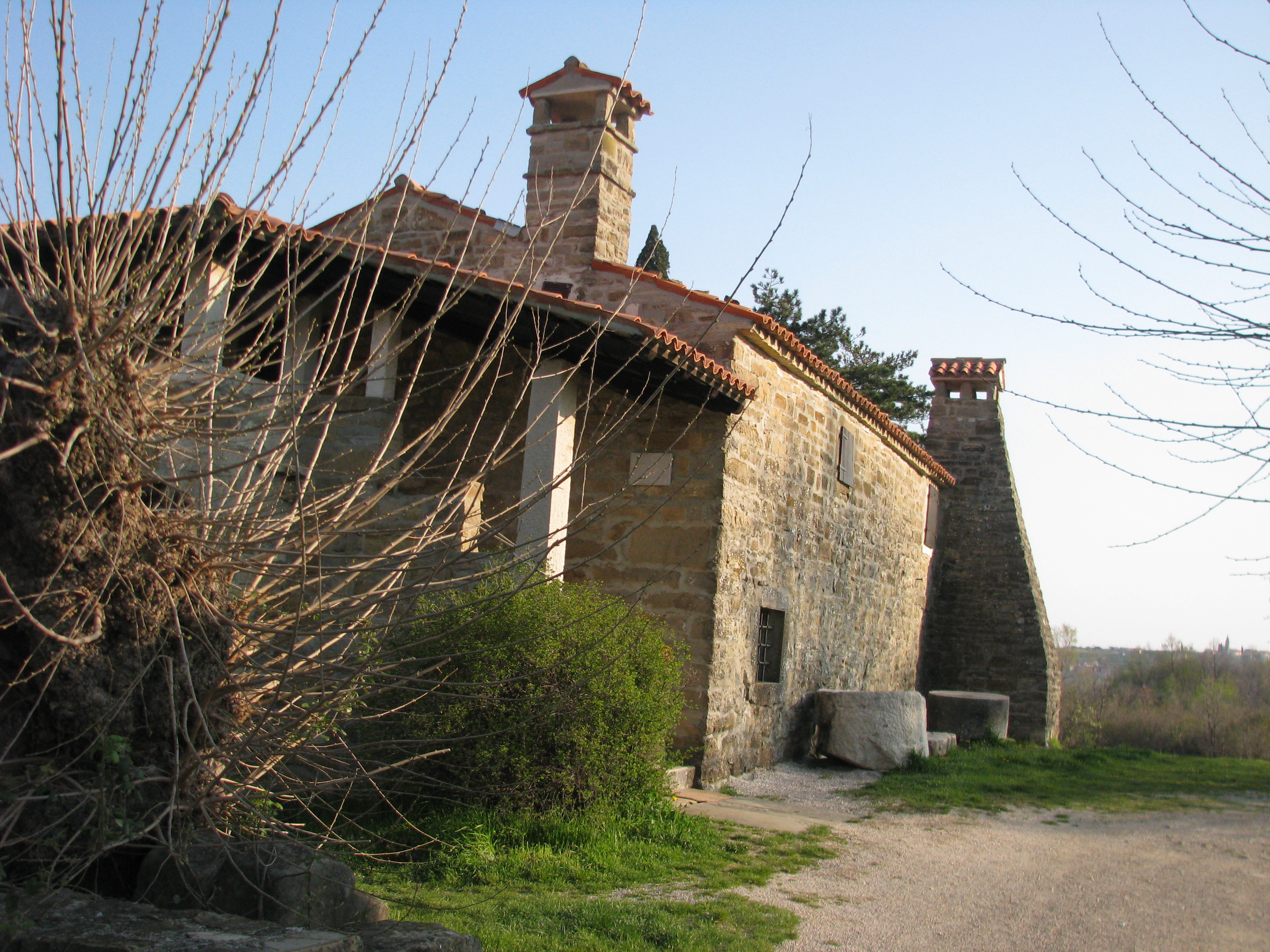
Rustikt stenhus i slovenska Istrien. Huset inhyser också gårdens olivpress.
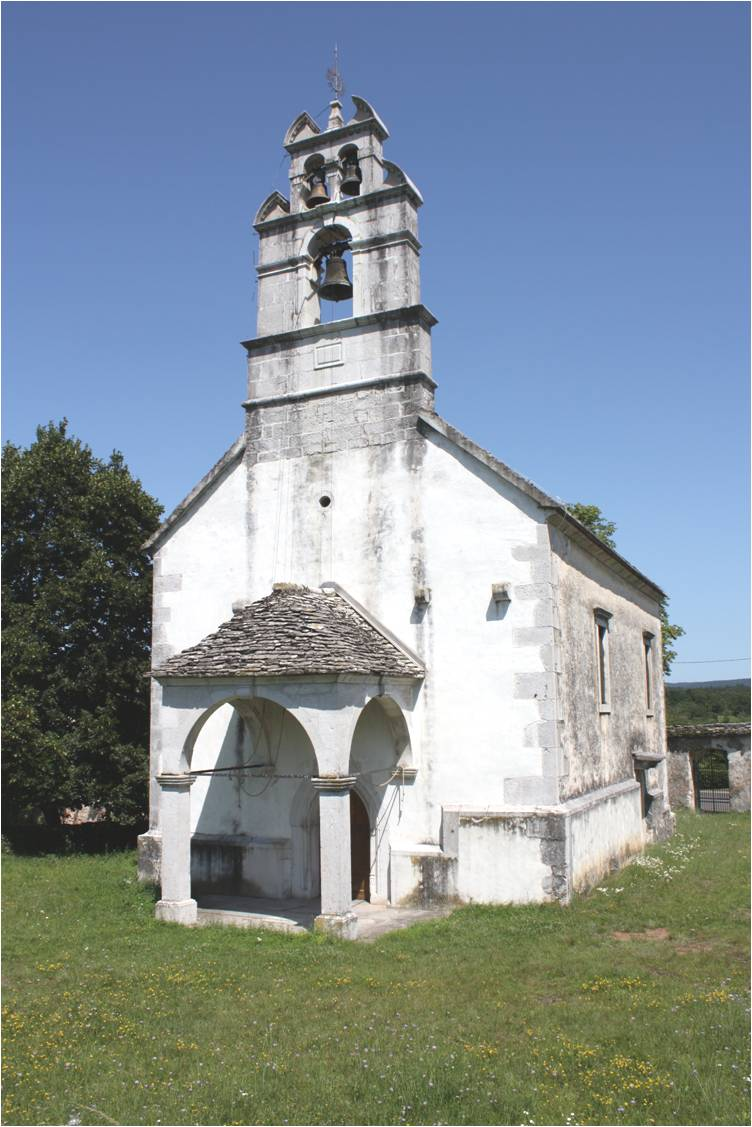
Ett kapell byggt runt år 1500 i byn Šmarje pri Sežani. Grovt tillhuggna kalkstensblock är takläggningsmaterial.
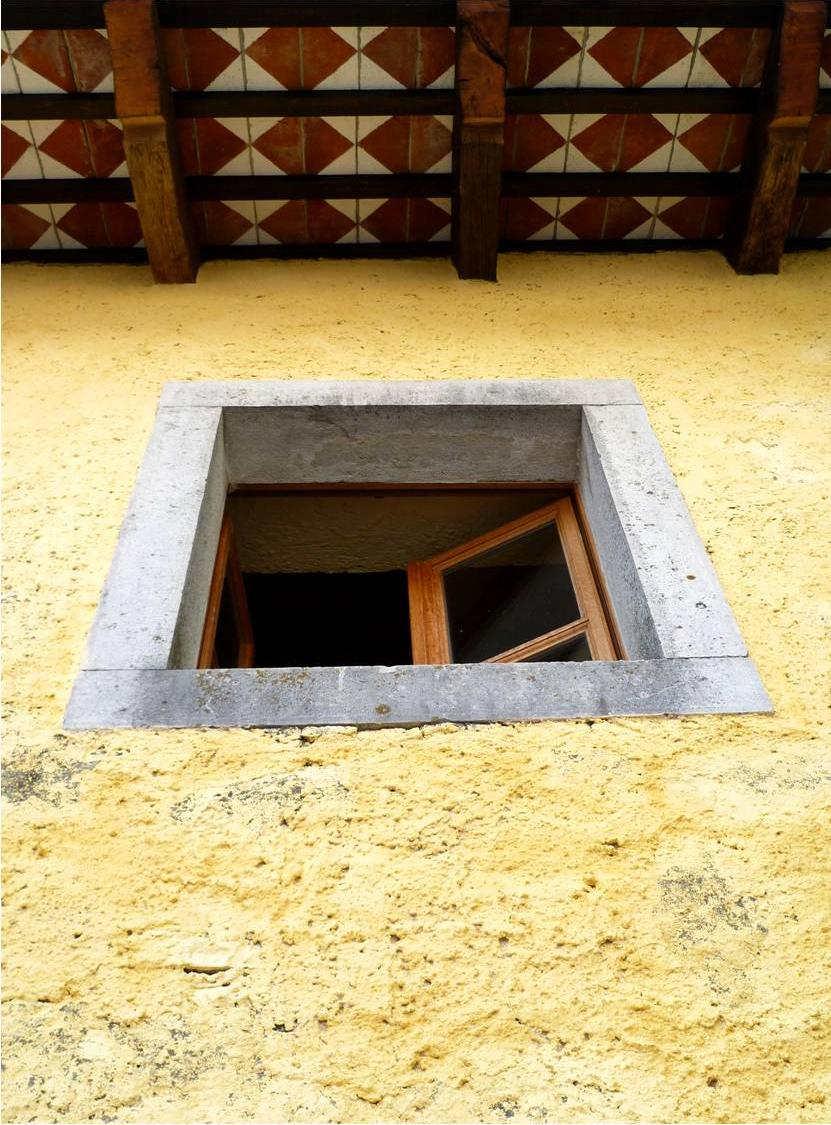
Träpaneler med rombiska mönster under takutsprången.
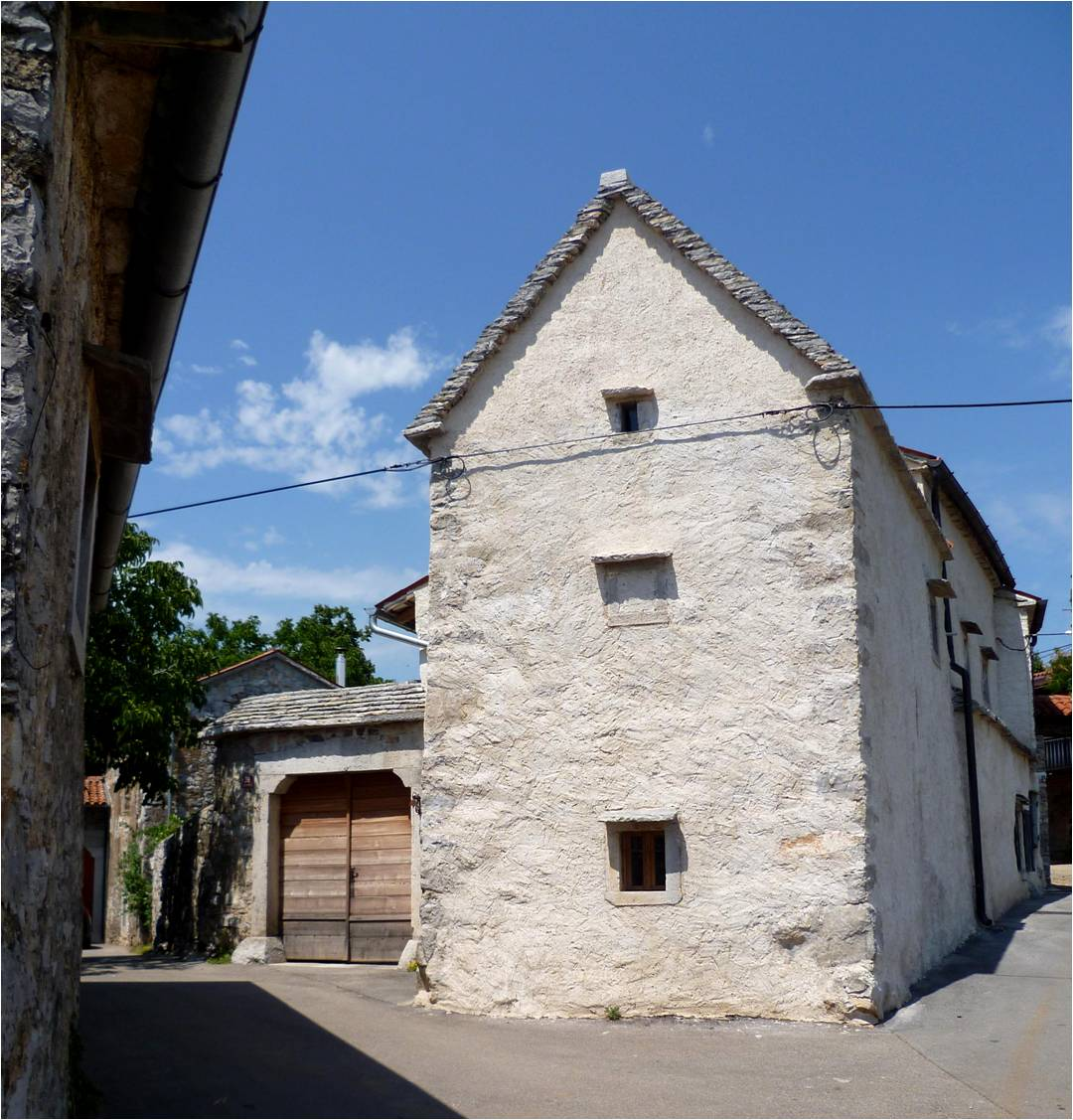
Gammal lantgård med muromsluten innergård i byn Kranja Vas.
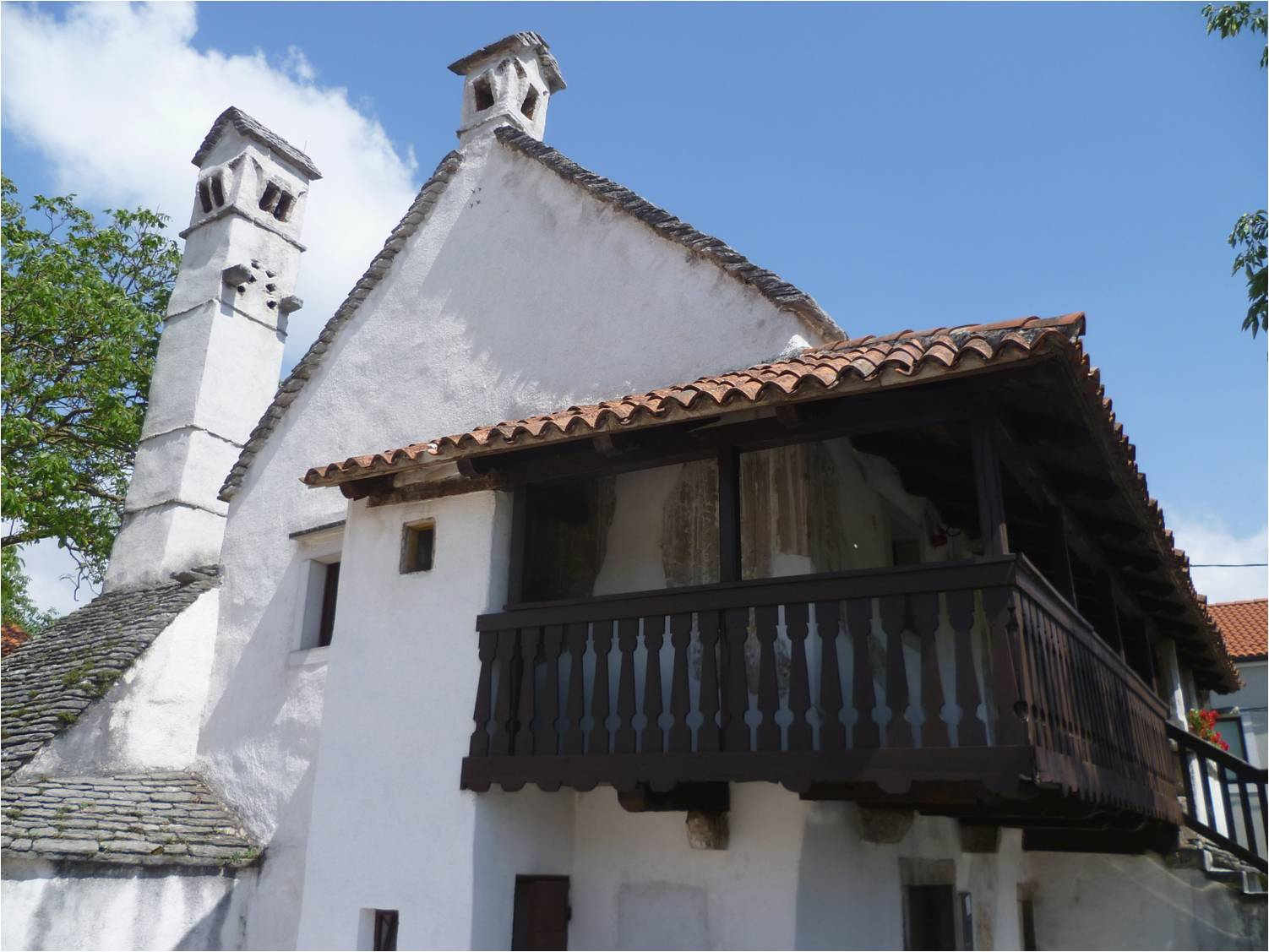
Köket låg i en avskiljd absid med en central eldstad och skorsten. Här ett hus från 1600-talet i byn Divača.